# Larry Audlaluk
Larry Audlaluk CC, né le 6 octobre 1950 à Inukjuak, est un activiste et écrivain inuit du Canada qui fait partie des personnes relocalisées de force par le programme de délocalisation du Haut-Arctique. Il a été intronisé membre de l'Ordre du Canada en 2007. 
Ses mémoires, What I Remember, What I Know: The Life of a High Arctic Exile, ont été finalistes pour le Prix du Gouverneur général : études et essais de langue anglaise lors des Prix littéraires du Gouverneur général 2021.

## Jeunesse et relocalisation
Audlaluk est né à Inukjuak, au Québec, le 6 octobre 1950,. La famille d'Audlaluk était l'une parmi plusieurs qui ont été relocalisées de force par le gouvernement canadien à Grise Fiord, au Nunavut, lors de l'incident de la délocalisation du Haut-Arctique dans les années 1950. 
Sa famille a lutté contre la pauvreté. De plus, Audlaluk a subi une blessure à l'œil dans son enfance. Il éprouve donc de la douleur pendant près de quatre ans avant que le gouvernement fédéral ne l'emmène finalement à Montréal pour y recevoir des soins médicaux. À partir de 2008, Audlaluk devient le résident le plus ancien de Grise Fiord.

## Activisme et carrière
Audlaluk est devenu un leader communautaire à l'âge adulte. Il a également témoigné de ses expériences devant la Commission royale sur les peuples autochtones en 1993. Audlaluk s'est présenté sans succès aux élections générales du Nunavut de 2004 dans la circonscription électorale de Quttiktuq.

### Soutien envers Israël
En 1996, Audlaluk s'est rendu en Israël et a été décrit comme « l'Inuk le plus connu de la Terre Sainte » en raison de ses apparitions à la télévision locale. Dans un article sur les élections de 2004 au Nunavuk, Nunatsiaq News a déclaré ce qui suit :
« Audlaluk est également connu pour ses fréquentes visites en Terre Sainte où il est devenu l'Inuk préféré d'Israël et l'ambassadeur officieux du Nunavut. »

## Publications
- (en-CA) Larry Audlaluk, What I Remember, What I Know, Inhabit Media, 2020, 280 p. (ISBN 9781772272376)[6],[12].

## Honneurs
- 2007 -  Membre de l'Ordre du Canada[7],[13],[14].
- 2021 - Finaliste aux Prix littéraires du Gouverneur général pour What I Remember, What I Know[15].
- 2021 - Finaliste au prix du livre JW Dafoe 2021[16].